# بريدن لماسترس
بريدن لماسترس (بالإنجليزية: Braeden Lemasters)‏ هو مغني وموسيقي وممثل أمريكي، ولد في 27 يناير 1996 في الولايات المتحدة.

## أعمال

### أفلام
- (2009) زوج الأم
- (2010) ايزي ايه[5][6]

### مسلسلات
- إن سي آي إس
- تشريح غراي
- شبح هامس
- عقول إجرامية
- كولد كيس
- هاوس

## وصلات خارجية
- بريدن لماسترس على موقع IMDb (الإنجليزية)
- بريدن لماسترس على موقع ألو سيني (الفرنسية)
- بريدن لماسترس على موقع ميوزك برينز (الإنجليزية)
- بريدن لماسترس على موقع أول موفي (الإنجليزية)
- بريدن لماسترس على موقع قاعدة بيانات الفيلم (الإنجليزية)
- بريدن لماسترس على موقع كينوبويسك (الروسية)